# Pallavolo ai XIX Giochi del Mediterraneo - Convocazioni al torneo maschile
Elenco dei giocatori convocati per i XIX Giochi del Mediterraneo.

## Algeria
| N° | Nome               | Ruolo | Data di nascita  | Squadra         |
| -- | ------------------ | ----- | ---------------- | --------------- |
| -  | Mourad Sennoun     | All   | 29 gennaio 1962  | -               |
| 1  | Ilyas Achouri      | L     | 26 febbraio 1987 | -               |
| 2  | Bouyoucef Sofiane  | C     | 7 gennaio 1995   | MB Béjaïa       |
| 3  | Amir Kerboua       | P     | 16 luglio 1992   | -               |
| 6  | Mohamed Oumessad   | C     | 22 dicembre 1986 | -               |
| 7  | Ali Kerboua        | S     | 17 aprile 1983   | Mende           |
| 8  | Ikken Boudjemaa    | O     | 20 gennaio 1996  | Reims Métropole |
| 9  | Abderraouf Hamimes | P     | 28 ottobre 1996  | -               |
| 11 | Soufiane Hosni     | S     | 28 aprile 1992   | Al-Taraji       |
| 16 | Islam Cherchali    | S     | 2 giugno 1994    | Yarmouk         |
| 17 | Farouk Tizit       | S     | 13 gennaio 2000  | -               |
| 18 | Billel Soualem     | S     | 1º gennaio 1990  | Reims           |
| 20 | Youssouf Bourouba  | S     | 11 gennaio 1997  | -               |

## Croazia
| N° | Nome                  | Ruolo | Data di nascita  | Squadra           |
| -- | --------------------- | ----- | ---------------- | ----------------- |
| -  | Cédric Énard          | All   | 20 marzo 1976    | Charlottenburg    |
| 1  | Petar Višić           | P     | 11 febbraio 1998 | HAOK Mladost      |
| 3  | Stipe Perić           | C     | 7 maggio 1997    | Deja              |
| 4  | Kruno Nikačević       | C     | 11 gennaio 1996  | HAOK Mladost      |
| 6  | Bernard Bakonji       | P     | 28 novembre 1997 | HAOK Mladost      |
| 7  | Marko Sedlaček        | S     | 29 luglio 1996   | Galatasaray       |
| 9  | Tino Hanžič           | S     | 24 ottobre 2000  | Libertas Brianza  |
| 10 | Filip Šestan          | S     | 6 giugno 1995    | Arcada Galați     |
| 11 | Petar Đirlić          | O     | 27 maggio 1997   | Top Volley Latina |
| 13 | Hrvoje Pervan         | L     | 8 dicembre 1994  | Mladost Kaštela   |
| 14 | Tomislav Mitrašinović | O     | 14 febbraio 2000 | Cambrai           |
| 17 | Ivan Mihalj           | C     | 23 novembre 1990 | Kīfisia           |
| 19 | Ivan Zeljković        | S     | 31 agosto 1994   | HAOK Mladost      |

## Egitto
| N° | Nome                  | Ruolo | Data di nascita   | Squadra        |
| -- | --------------------- | ----- | ----------------- | -------------- |
| -  | Sayed Salem           | All   | -                 | -              |
| 1  | Ahmed El Sayed        | P     | 14 gennaio 1991   | Zamalek        |
| 6  | Mohamed Hassan        | L     | 28 settembre 1993 | -              |
| 7  | Seifeldin Ali         | S     | 14 luglio 1999    | Zamalek        |
| 8  | Abdelrahman Elhossiny | S     | 24 agosto 2001    | Al-Ahly        |
| 10 | Mohamed Masoud        | C     | 1º maggio 1994    | Al-Ahly        |
| 13 | Mohamed Khater        | C     | 4 luglio 1991     | -              |
| 14 | Yossef Morgan         | P     | 13 aprile 1999    | Al-Ahly        |
| 16 | Mohamed Soliman       | S     | 21 gennaio 1998   | -              |
| 18 | Ahmed Shafik          | S     | 7 dicembre 1994   | South Gas      |
| 19 | Zyad Mohamed          | O     | 25 marzo 2003     | -              |
| 21 | Youssef Awad          | S     | 27 agosto 2000    | Stade Poitevin |
| 23 | Ahmed Omar            | S     | 4 marzo 1995      | -              |

## Francia
| N° | Nome                  | Ruolo | Data di nascita   | Squadra           |
| -- | --------------------- | ----- | ----------------- | ----------------- |
| -  | Pierre-Yves Châtillon | All   | 12 settembre 1998 | -                 |
| 1  | Kellian Motta Paes    | P     | 24 marzo 2002     | Paris             |
| 2  | Luca Ramon            | L     | 10 agosto 2000    | Stade Poitevin    |
| 3  | Thomas Nevot          | P     | 30 aprile 1995    | Plessis-Robinson  |
| 6  | Ibrahim Lawani        | O     | 15 settembre 2001 | Paris             |
| 7  | Joachim Panou         | S     | 27 agosto 1997    | Spacer's Toulouse |
| 8  | François Rebeyrol     | S     | 2 luglio 1999     | Plessis-Robinson  |
| 9  | Luka Bašič            | O     | 29 gennaio 1995   | Montpellier       |
| 10 | Théo Faure            | O     | 12 ottobre 1999   | Montpellier       |
| 11 | Antoine Pothron       | S     | 5 marzo 2002      | Spacer's Toulouse |
| 12 | Kévin Kaba            | C     | 8 giugno 1994     | Spacer's Toulouse |
| 13 | Moussé Gueye          | C     | 11 novembre 1996  | Chaumont          |
| 15 | Simon Roehrig         | C     | 19 novembre 2000  | Tourcoing         |

## Grecia
| N° | Nome                     | Ruolo | Data di nascita   | Squadra           |
| -- | ------------------------ | ----- | ----------------- | ----------------- |
| -  | Dante Boninfante         | All   | 7 marzo 1977      | Prata             |
| 1  | Aristeidīs Chandrinos    | L     | 20 novembre 2002  | Milōn             |
| 5  | Spyros Chandrinos        | S     | 24 febbraio 2001  | Milōn             |
| 7  | Giōrgos Petreas          | C     | 19 novembre 1986  | PAOK              |
| 8  | Giōrgos Tzioumakas       | O     | 23 gennaio 1995   | Foinikas Syro     |
| 11 | Stauros Kasampalīs       | P     | 1º giugno 1985    | Olympiakos        |
| 12 | Thodōrīs Voulkidīs       | C     | 30 marzo 1996     | Stade Poitevin    |
| 13 | Charalampos Andreopoulos | S     | 23 gennaio 2001   | Panathīnaïkos     |
| 15 | Alexandros Raptīs        | S     | 16 febbraio 2000  | Panathīnaïkos     |
| 16 | Dīmītrīs Komītoudīs      | P     | 4 maggio 1995     | Pīgasos Polichnīs |
| 19 | Dīmītrīs Mouchlias       | O     | 17 maggio 2001    | Hawaii            |
| 22 | Dīmosthenīs Linardos     | C     | 14 febbraio 1997  | Kīfisia           |
| 23 | Spyridōn Chakas          | S     | 23 settembre 2002 | Hawaii            |

## Italia
| N° | Nome                | Ruolo | Data di nascita   | Squadra        |
| -- | ------------------- | ----- | ----------------- | -------------- |
| -  | Vincenzo Fanizza    | All   | 23 aprile 1969    | -              |
| 2  | Leonardo Ferrato    | P     | 25 dicembre 2001  | Motta          |
| 3  | Francesco Recine    | S     | 7 febbraio 1999   | You Energy     |
| 4  | Federico Crosato    | C     | 22 maggio 2002    | Padova         |
| 8  | Alberto Pol         | S     | 4 marzo 2001      | Porto Viro     |
| 10 | Marco Falaschi      | P     | 18 settembre 1987 | Prisma Taranto |
| 11 | Davide Gardini      | S     | 11 febbraio 1999  | Brigham Young  |
| 14 | Giulio Magalini     | S     | 14 agosto 2001    | Verona         |
| 15 | Gabriele Di Martino | C     | 20 luglio 1997    | Prisma Taranto |
| 18 | Fabrizio Gironi     | S     | 18 marzo 2000     | Prisma Taranto |
| 21 | Andrea Schiro       | S     | 10 settembre 2001 | Padova         |
| 23 | Damiano Catania     | L     | 28 marzo 2001     | You Energy     |
| 25 | Marco Vitelli       | C     | 4 aprile 1996     | Padova         |

## Macedonia del Nord
| N° | Nome              | Ruolo | Data di nascita   | Squadra             |
| -- | ----------------- | ----- | ----------------- | ------------------- |
| -  | Ratko Pavličević  | All   | 4 luglio 1965     | Chênois             |
| 2  | Ǵorǵi Ǵorǵiev     | P     | 22 maggio 1992    | Hebăr               |
| 3  | Stefan Aleksov    | C     | 10 maggio 1996    | -                   |
| 4  | Nikola Ǵorǵiev    | O     | 23 luglio 1988    | ACH Volley          |
| 5  | Vlado Milev       | S     | 9 maggio 1987     | Strumica            |
| 6  | Kostadin Richliev | L     | 21 marzo 2000     | -                   |
| 7  | Slave Nakov       | C     | 25 agosto 1994    | -                   |
| 11 | Filip Despotovski | P     | 2 luglio 1986     | Budva               |
| 15 | Filip Madjunkov   | C     | 18 marzo 1996     | Mladost Kaštela     |
| 16 | Stojan Iliev      | S     | 3 marzo 1999      | SCM Zalău           |
| 17 | Luka Kostikj      | S     | 12 ottobre 2001   | Marek Junion-Ivkoni |
| 18 | Vase Mihailov     | S     | 15 settembre 1986 | Strumica            |
| 20 | Filip Savovski    | C     | 4 agosto 2002     | Novi Sad            |

## Serbia
| N° | Nome                  | Ruolo | Data di nascita  | Squadra      |
| -- | --------------------- | ----- | ---------------- | ------------ |
| -  | Igor Žakić            | All   | 4 marzo 1988     | Stella Rossa |
| 1  | Uroš Nikolić          | C     | 27 luglio 1998   | Verona       |
| 7  | Andrej Polomac        | P     | 24 agosto 2004   | Takovo       |
| 10 | Dušan Nikolić         | O     | 26 aprile 2001   | Stella Rossa |
| 12 | Aleksa Batak          | P     | 18 gennaio 2000  | Cannes       |
| 16 | Aleksandar Stefanović | C     | 22 novembre 1998 | Ribnica      |
| 19 | Stefan Negić          | L     | 27 gennaio 2000  | Vojvodina    |
| 23 | Božidar Vučićević     | O     | 9 dicembre 1998  | Halkbank     |
| 24 | Stefan Skakić         | S     | 19 ottobre 1999  | Stella Rossa |
| 25 | Luka Tadić            | S     | 10 ottobre 2000  | Stella Rossa |
| 28 | Lazar Marinović       | S     | 7 giugno 1998    | Partizan     |
| 34 | Lazar Bajandić        | S     | 2 aprile 1999    | Vojvodina    |
| 35 | Andrej Rudić          | C     | 17 febbraio 1999 | Vojvodina    |

## Spagna
| N° | Nome                 | Ruolo | Data di nascita   | Squadra          |
| -- | -------------------- | ----- | ----------------- | ---------------- |
| -  | Miguel Rivera        | All   | 22 giugno 1984    | Teruel           |
| 1  | Francisco Iribarne   | S     | 13 luglio 1998    | Guaguas          |
| 3  | Víctor Rodríguez     | S     | 21 settembre 1998 | Grand Nancy      |
| 6  | Borja Ruiz           | C     | 26 luglio 1992    | Guaguas          |
| 7  | Jordi Ramón          | S     | 9 luglio 1999     | Herrsching       |
| 8  | Unai Larrañaga       | L     | 9 maggio 2000     | Textil           |
| 12 | Jean Pascal Diedhiou | C     | 8 ottobre 1993    | Melilla          |
| 15 | José María Giménez   | S     | 1º aprile 1995    | Palma            |
| 16 | Andrés Villena       | O     | 27 febbraio 1993  | Teruel           |
| 20 | Álvaro Gimeno        | O     | 27 settembre 1999 | Río Duero Soria  |
| 21 | César Martín         | P     | 18 dicembre 1995  | Guaguas          |
| 24 | David López          | C     | 14 settembre 2000 | Almería          |
| 77 | Miguel Ángel de Amo  | P     | 16 settembre 1985 | České Budějovice |

## Tunisia
| N° | Nome               | Ruolo | Data di nascita  | Squadra            |
| -- | ------------------ | ----- | ---------------- | ------------------ |
| -  | Antonio Giacobbe   | All   | 12 febbraio 1947 | -                  |
| 2  | Ahmed Kadhi        | C     | 19 aprile 1989   | Espérance de Tunis |
| 3  | Khaled Ben Slimene | P     | 14 dicembre 1994 | -                  |
| 6  | Mohamed Miladi     | S     | 12 maggio 1991   | Espérance de Tunis |
| 7  | Ilyès Karamosli    | S     | 22 agosto 1989   | Espérance de Tunis |
| 8  | Yassine Abdelhedi  | S     | 28 ottobre 1999  | Al Sahel           |
| 9  | Omar Agrebi        | C     | 26 agosto 1992   | Sfaxien            |
| 10 | Hamza Nagga        | O     | 29 maggio 1990   | Espérance de Tunis |
| 12 | Rami Bennour       | P     | 23 dicembre 1991 | -                  |
| 13 | Salim Mbarki       | C     | 6 marzo 1996     | -                  |
| 18 | Ali Bongui         | O     | 14 agosto 1996   | Sfaxien            |
| 19 | Aymen Bouguerra    | S     | 1º novembre 1991 | Narbonne           |
| 20 | Saddem Hmissi      | L     | 16 febbraio 1991 | -                  |

## Turchia
| N° | Nome             | Ruolo | Data di nascita  | Squadra        |
| -- | ---------------- | ----- | ---------------- | -------------- |
| -  | Hakan Özkan      | All   | 18 gennaio 1964  | İstanbul BB    |
| 1  | Arslan Ekşi      | P     | 17 luglio 1985   | Ziraat Bankası |
| 3  | Oğuzhan Doğruluk | S     | 1º gennaio 1998  | Spor Toto      |
| 5  | Oğulcan Yatgın   | P     | 28 aprile 1997   | Fenerbahçe     |
| 8  | Gökhan Gökgöz    | S     | 6 gennaio 1993   | Bursa BB       |
| 9  | Mehmet Hacıoğlu  | S     | 29 marzo 1995    | Tokat          |
| 10 | Cansın Enaboifo  | S     | 7 settembre 1995 | Afyon          |
| 12 | İzzet Ünver      | S     | 1º gennaio 1992  | Fenerbahçe     |
| 13 | Burakhan Tosun   | C     | 17 gennaio 1998  | Bursa BB       |
| 15 | Metin Toy        | O     | 3 maggio 1994    | Fenerbahçe     |
| 17 | Doğukan Ulu      | C     | 30 ottobre 1995  | Galatasaray    |
| 19 | Berkay Bayraktar | L     | 1º gennaio 1998  | Ziraat Bankası |
| 20 | Mustafa Cengiz   | C     | 29 maggio 1998   | Arkas          |